# سيد جاسم (الهايي)
سيد جاسم (بالفارسية: سیدجاسم) هي قرية وتقع في إيران في قسم الهايي الريفي. يقدر عدد سكانها بـ 140 نسمة بحسب إحصاء 2016.